# Charles Le Goffic

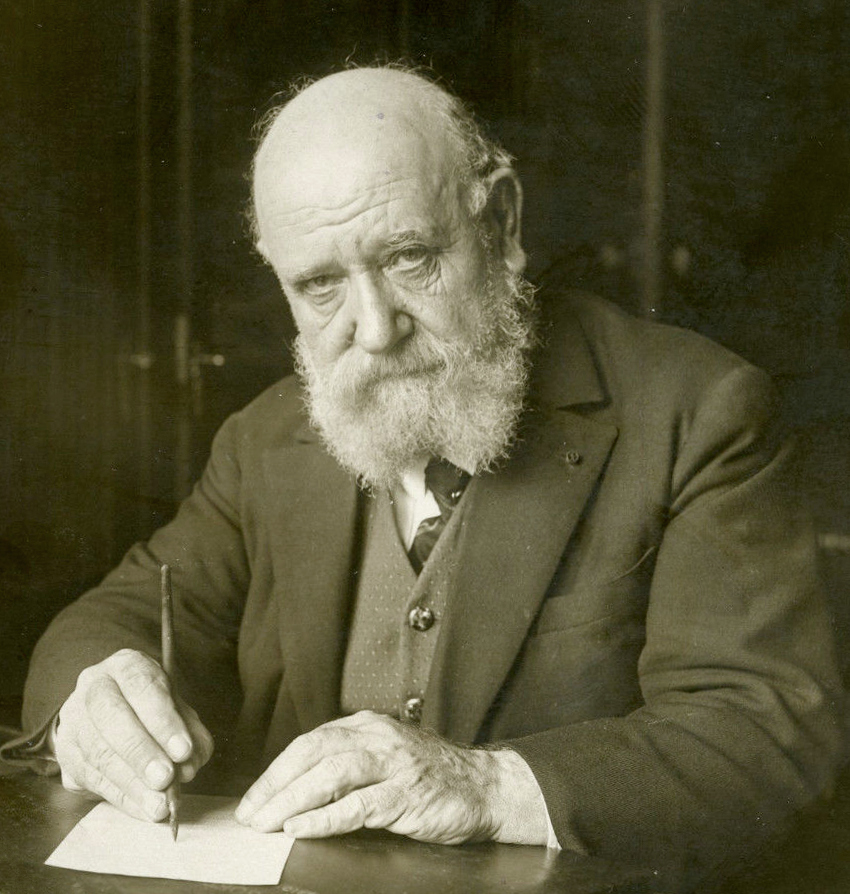
Le Goffic, 1931

Charles Le Goffic (* 14. Juli 1863 in Lannion; † 12. Februar 1932 ebenda) war ein französischer Dichter und Schriftsteller. Ab 1930 war er Mitglied der Académie française.

## Leben

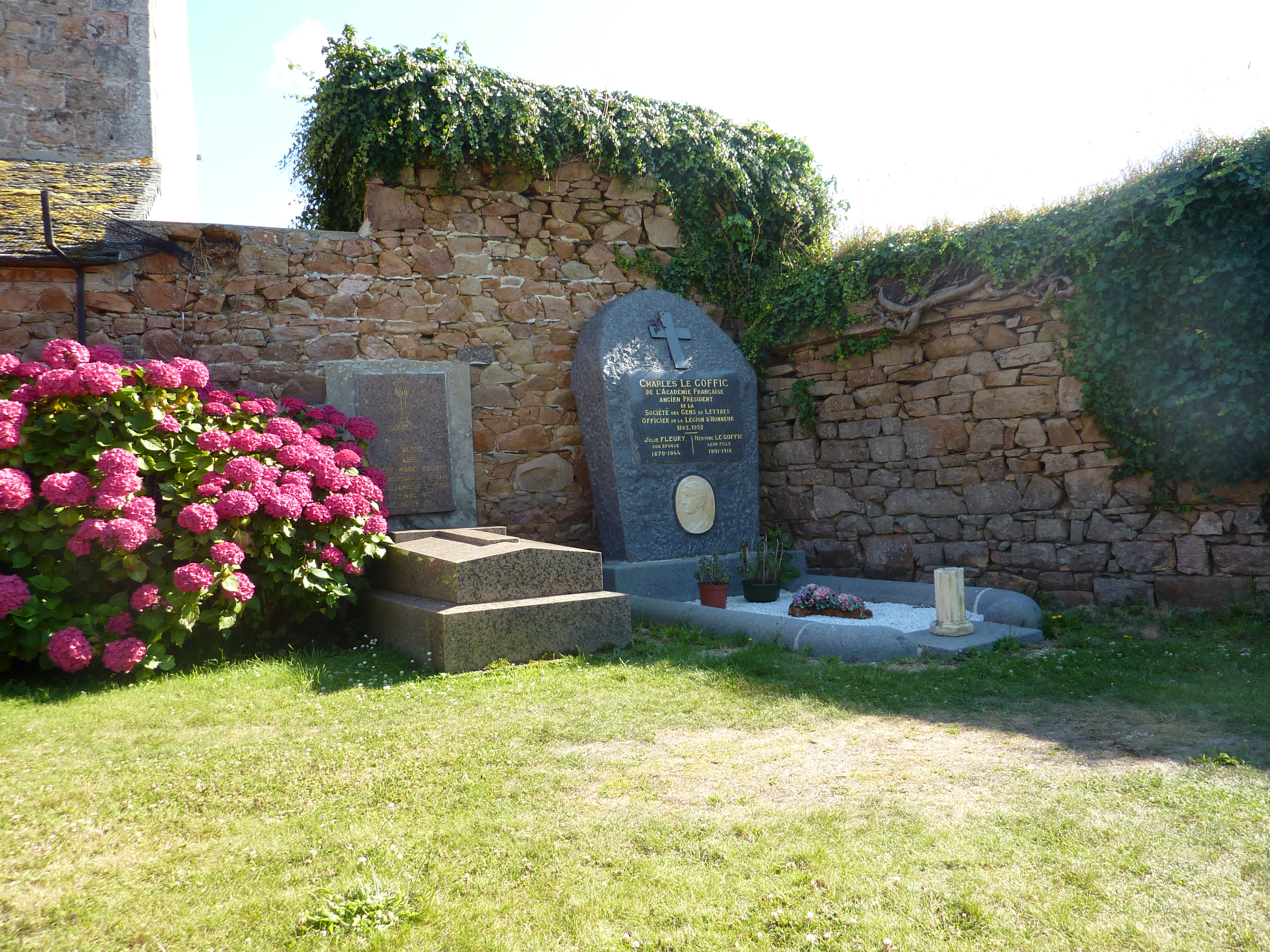
Grabmal von Charles Le Goffic in Trégastel

Le Goffic wurde als Sohn eines Buchdruckers geboren. Früh entwickelte er eine Vorliebe für Literatur. Seine Kindheit verbrachte er in Perros-Guirec oder in Trégastel. Er arbeitete zunächst als Lehrer in Gap, Évreux, Nevers und in Le Havre. Gemeinsam mit Maurice Barrès und Raymond de La Tailhède gründete 1886 er die Literaturzeitschrift Les Chroniques. Zudem veröffentlichte er mehrere Gedichtbände sowie Romane wie Amour breton, Le Bois dormant oder Le Pardon de la reine Anne.
In seinen Werken kommt häufig seine Liebe zur Bretagne, seiner Heimat, zum Ausdruck. Seine 1910 erschienenen Kurzgeschichten Passions Celtes hatten großen Einfluss auf die bretonische Renaissance. Eine dieser Kurzgeschichten wurde extra für die Oper Le Pays, die durch Guy Ropartz inszeniert wurde, geschrieben.
Am 22. Mai 1930 wurde er in den Vorstand der Académie française gewählt, nachdem er seit 1923 bereits viermal vorgeschlagen und zweimal bei den Wahlen gescheitert war.
Le Goffic war seit Oktober 1888 mit Julie Fleury (1870–1944) verheiratet, mit der er eine Tochter Hervine (1901–1919) hatte, die früh im Alter von 17 Jahren verstarb. Er besaß ein Haus in Trégastel, wo er einen Großteil seines Lebens verbrachte. Er war zudem Offizier der französischen Ehrenlegion (Légion d’honneur). Er starb am 12. Februar 1932 und wurde im Familiengrab in Trégastel beigesetzt, in dem auch seine Frau und seine Tochter ruhen.

## Gedenken

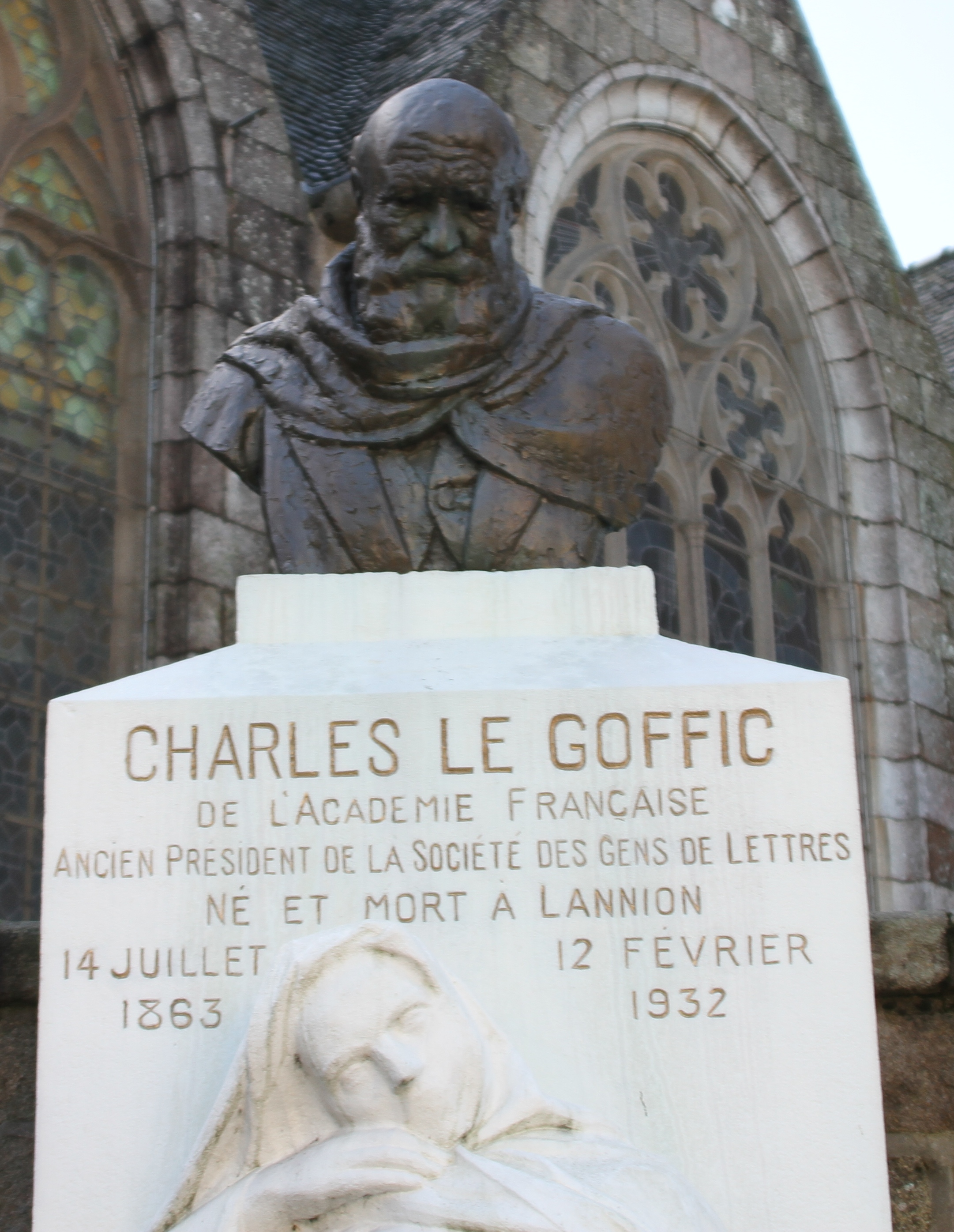
Büste in Trégastel

Um seiner zu gedenken, wurde eine Marmor-Büste an seiner Grabstätte errichtet. Außerdem wurde 1934 ein Medaillon auf dem Roche des Poètes (Poetenfelsen) in La Clarté platziert. Zu seinem 150. Geburtstag schuf der Künstler Michel Sprogis ein Abbild von Charles Le Goffic in der Nähe der Kapelle St. Anne.

## Werke
- 1879: Nous autres, sous le pseudonyme de Jean Capékerne
- 1882: Velléda, id.
- 1888: Les Mémoires de Saint-Simon, avec Jules Tellier.
- 1889: Amour breton
- 1890: Les romanciers d’aujourd’hui. Nouveau traité de versification française, avec Édouard Thieulin.
- 1891: Chansons bretonnes.
- 1892: Le crucifié de Kéraliès
- 1894: Passé l’amour
- 1895: Contes de l’Assomption
- 1896: Sur la côte
- 1897: La payse
- 1898: Morgane
- 1898: Sur la côte
- 1900: Le bois dormant
- 1901: Le Pardon de la reine Anne. Lits clos.
- 1902: L’âme bretonne – 4 vol.
- 1903: Les métiers pittoresques. L’erreur de Florence
- 1904: Les Sept-Iles. Les calvaires bretons
- 1906: Les bonnets rouges
- 1907: La cigarière
- 1909: Passions celtes. La double confession (Passé l’amour) La littérature française au XIXe siècle
- 1910: Ventôse. Le pays
- 1911: Fêtes et coutumes populaires.
- 1912: Racine, 2 vol.
- 1913: Le pirate de l’île Lern. Monsieur, Ernest Renan dans la Basse-Bretagne. Poésies complètes
- 1915: Dixmude
- 1916: Bourguignottes et pompons rouges
- 1917: Les marais de Saint-Gond. Steenstraëte. Sans nouvelles
- 1918: La guerre qui passe
- 1919: Saint-Georges et Nieuport. Les trois Maréchaux
- 1920: Bretagne. La littérature française aux XIXe et XXe siècles, 2 vol., réédition augmentée
- 1921: La Marne en feu. L’abbesse de Guérande. Chez les Jean Gouin. L’Odyssée de Jean Chevanton
- 1922: L’illustre Bobinet. Croc d’argent.
- 1926: Le treizain de la nostalgie et du déchirement. La visite nocturne
- 1927: Madame Ruguellon
- 1928: La Tour d’Auvergne
- 1929: Anthologie des poètes de la mer. Mes entretiens avec Foch, suivis d’un entretien avec le général Weygand.
- 1931: La Chouannerie: Blancs contre Bleus. (1790–1800)
- 1933: Ombres lyriques et romanesques, posthume.

## Schriften (Auswahl)
- Le pirate de l’île Lern. P. Lafitte, Paris 1908, OCLC 870447185.
- L’ame Bretonne. Édouard Champion, Paris 1908–1924, OCLC 13776651.
- Le crucifié de Keraliès. G. Crès, Paris 1917, OCLC 12940261.
- La littérature française aux XIX et XX siècles, tableau génèral accompagné de pages types par Charles Le Goffic. Bibliothèque Larousse, Paris 1919, OCLC 178668.
- mit Gabriel Audiat: Charles Le Goffic. Eugéne Figuiére, Paris, OCLC 35563587.